# Mammut Sports Group
Mammut Sports Group AG (precedentemente conosciuta come Arova-Mammut AG, Mammut AG) è un'azienda svizzera che produce vestiti, giacche, corde d'arrampicata e altri prodotti per la montagna e l'escursionismo. L'azienda ha sede a Seon, Svizzera ed è stata fondata nel 1862 da Kaspar Tanner a Dintikon. Oggi, Mammut appartiene alla società Conzzeta AG. Altre ditte come Raichle (montagna e scarpe da trekking), Ajungilak (sacchi a pelo) e Toko (sciolina) appartengono a Mammut Sports Group.
Nel 2005, Mammut ha avuto un volume d'affari di 150 milioni di CHF e nel 2008, invece, ha generato, con 331 dipendenti, un fatturato di 192,6 milioni, di cui il 70% è stato generato fuori dalla Svizzera. La società è leader mondiale di corde per arrampicata insieme alla germanica Edelrid. L'azienda è uno dei cosiddetti Hidden Champions.

## Toko
Fondata da Jakob Tobler nel 1916 in Altstätten si chiamava inizialmente 'Tobler & Co.', e produceva prodotti chimici per uso domestico. Nel 1933 il nome fu abbreviato con "Toko", in concomitanza con la prima sciolina per sci prodotta da loro. Nel 2003 divenne parte di Mammut.

## Raichle
Nell'aprile 2003, Mammut ha acquistato Raichle dal proprietario austriaco Kneissl, anche se era stata precedentemente fondata a Kreuzlingen.
Raichle aveva prodotto scarponi per 100 anni, da marzo 2009 tutti gli scarponi Raichle vengono venduti sotto il nome di Mammut.